# Czuła gra
Czuła gra – debiutancka płyta wokalisty Piotra Salaty.  
Wydawnictwo ukazało się 20 marca 2012 r. nakładem firmy Universal Music Polska. Na płycie znajduje się 11 utworów, do których muzykę napisali Tomasz Kordeusz, Jerzy Wcisło i Krzysztof Herdzin, który jednocześnie był producentem albumu. Wśród zaproszonych muzyków znaleźli się m.in. Marek Napiórkowski, Robert Kubiszyn oraz Michał Dąbrówka.

## Lista utworów
1. „Czuła gra”
2. „Kofeina”
3. „Gdy nie ma nic”
4. „Życie jest jak droga”
5. „Wolni we dwoje”
6. „Cicha letnia noc”
7. „Anatomia”
8. „Wierzę w to”
9. „Są demony”
10. „Jest obok nas taki świat”
11. „Let Me Fly”